# Graham Wallas
Pour les articles homonymes, voir Wallas.
Graham Wallas (1858-1932) est un universitaire britannique, professeur et théoricien en science politique et en relations internationales. Il est le cofondateur et un enseignant à la London School of Economics en 1895.

## Biographie
Graham Wallas naît à Monkwearmouth, Sunderland, fils du pasteur anglican Gilbert Innes Wallas et de son épouse, Frances Talbot Peacock. Sa sœur Katharine Wallas est professeure et élue locale au London County Council. Il fait ses études à la Shrewsbury School, puis au Corpus Christi College de l'Université d'Oxford dont il est diplômé en 1881.

## Fabian Society
Il a été membre de l’exécutif  de la Fabian Society de 1888 à 1895. Il la quitte, en 1904, bien qu'il fût entré en 1886, pour au moins trois raisons :
- Il avait une profonde empathie avec les principes libéraux.
- Il était en faveur du libre échange et contre l’impérialisme britannique.
- Il croyait davantage en la psychologie qu’aux institutions.

## Enseignement
Il enseigna à University Extension et à la London School of Economics, dont il est l'un des quatre membres fondateurs avec George Bernard Shaw ainsi que Beatrice Webb et Sidney Webb. 
Il eut des fonctions électives de 1897 à 1904 au London School Board où il fut président du School Management Committee. Cette expérience a beaucoup marqué son œuvre théorique. Avec Abbott Lawrence Lowell de l'Université Harvard comme chef de file, il fait partie de ceux qui ont voulu que la science économique sorte des bibliothèques et s’occupe davantage des faits et des réalités . Dans cette logique, il  a été membre, de 1912 à 1915, de la Royal Commission on the Civil Service.
Hormis auprès de certains de ces étudiants et d’un cercle d’amis, son influence au Royaume-Uni a été limitée. Elle a été bien plus considérable aux États-Unis où il a effectué de nombreuses conférences : 1896-1897, 1910 (Harvard) où il a fait connaissance de celui qui devait devenir un de ses principaux disciples Walter Lippmann, 1914 (Lowell Lecturer à Boston), 1919 (Yale), 1928 (Williamstown).  

## Œuvres
- Property under Socialism in Fabian Essays,1889
- Life of Francis Place, 1897
- Human Nature in Politics, 1908
- The Great Society, 1914
- Our Social Heritage, 1921
- The art of Thought, 1926
- Social Judgement, 1934
- Men and Ideas, recueil d’articles avec une préface de Gilbert Murray, 1940